# دانشگاه سانتو توماس دو اکینو
دانشگاه سانتو توماس دو اکینو (به لاتین: Universidad Santo Tomás de Aquino) یک دانشگاه در جمهوری دومینیکن است که در سانتو دومینگو واقع شده‌است.